# غوران يريتين
غوران يريتين مواليد 17 سبتمبر 1979 في نيكشيتش، جمهورية يوغوسلافيا الاشتراكية الاتحادية، هو لاعب كرة سلة مونتينيغري. بدأ مسيرته الاحترافية في سنة 2000. اعتزل اللعب في 2013.

## المسيرة الاحترافية
لعب مع نادي بودوشنوست لكرة السلة في سنة 2006، ثم لعب مع مكابي تل أبيب لكرة السلة في سنة 2007، ثم لعب مع ألبا برلين في الدوري الألماني في موسم 2007–2008، ثم لعب مع نادي بودوشنوست لكرة السلة في موسم 2009–2010.

## روابط خارجية
- غوران يريتين على موقع الاتحاد الدولي لكرة السلة (الإنجليزية)
- غوران يريتين على موقع الدوري الأوروبي لكرة السلة (الإنجليزية)
- غوران يريتين على موقع كرة السلة الأوروبية.كوم (الإنجليزية)
- غوران يريتين على موقع ريلجم (الإنجليزية)
- غوران يريتين على موقع بروبوليرز (الإنجليزية)
- غوران يريتين على موقع سبورتس رفرنس (الإنجليزية)